# Waverley (Surrey)
Waverley is een Engels district met de status van borough in het shire-graafschap (non-metropolitan county OF county) Surrey en telt 126.000 inwoners. De oppervlakte bedraagt 345 km².
Van de bevolking is 17,6% ouder dan 65 jaar. De werkloosheid bedraagt 1,6% van de beroepsbevolking (cijfers volkstelling 2001).

## Plaatsen in district Waverley
- Hindhead
- Milford

## Civil parishesin district Waverley
Alfold, Bramley, Busbridge, Chiddingfold, Churt, Cranleigh, Dockenfield, Dunsfold, Elstead, Ewhurst, Farnham, Frensham, Godalming, Hambledon, Hascombe, Haslemere, Peper Harow, Thursley, Tilford, Witley, Wonersh.